# Azorín

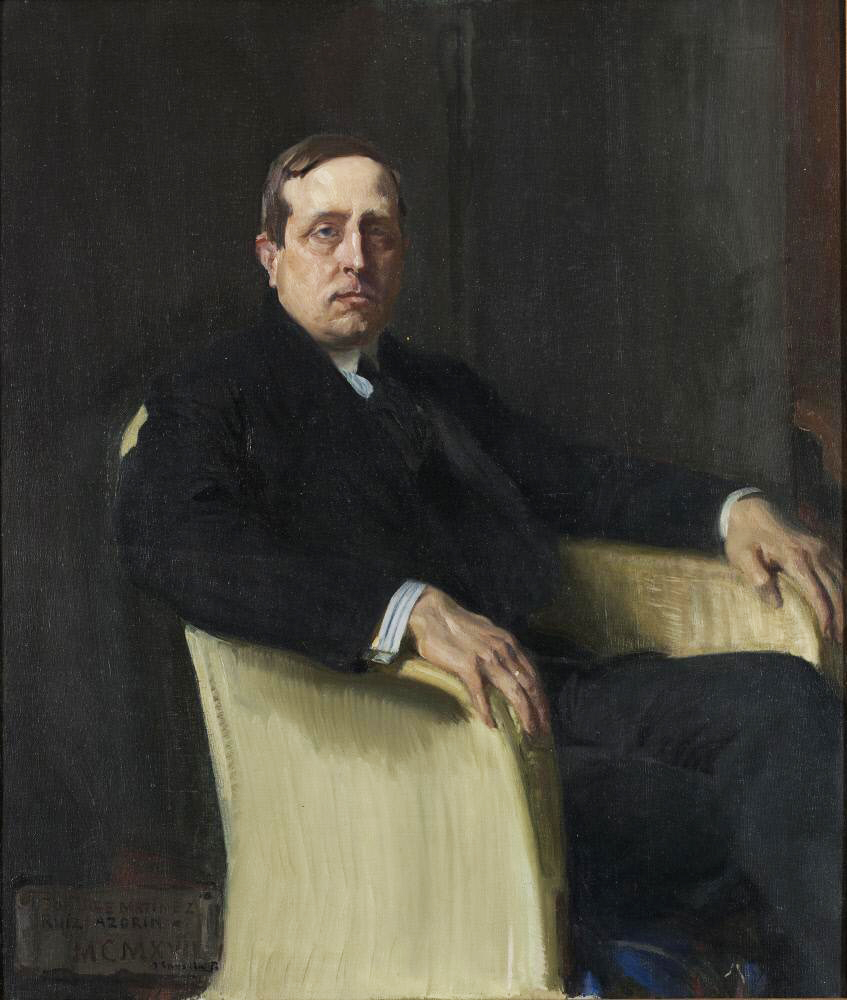
Arcképe, Joaquín Sorolla festménye, 1917

José Martinez Ruiz, írói nevén Azorín (teljes nevén José Augusto Trinidad Martínez Ruíz; (Monóvar, 1874. június 11. – Madrid, 1967. március 2.)  spanyol író, esszéista. 

## Életpályája
Középiskoláit Yeclában, jogi tanulmányait Valenciában, Granadában, Salamancában és Madridban végezte. Madridban kapcsolódott be az irodalmi életbe; kritikáit az El Pueblo, az El Imperial, az El Progreso és az ABC című lapok közölték. 
Ifjú korában Pio Baroja y Nessi barátja, a 98-as nemzedék tagja volt.
1907 és 1920 között öt ízben volt parlamenti képviselő. 
Bár 1931-ben, a köztársaság kikiáltásakor még radikális nézeteket vallott, a polgárháború elől előbb Valenciába, majd Barcelonába, végül Párizsba ment, ahol haditudósítóként dolgozott. A polgárháború után visszatért Spanyolországba. A Franco-rendszert ellenezte, önkéntes száműzetésbe vonult.

## Stílusa
Az impresszionista próza mestere. Stílusa a Goncourt fivérek hatását mutatja. Írásait rövid mondatok, hangulatos tájábrázolás jellemzik. Sok leíró részt alkalmazott, amelyek a cselekményt lelassítják.

## Művei
Regényeket (Los confesiones de un pequeño filósofo, Don Juan, Doña Inés, Blanco en azul, Pueblo, Superrealismo), novellákat, drámákat (Brandy, mucho brandy), továbbá irodalom- és kultúrtörténeti tanulmányokat írt. 